# 天镇唐杏
天镇唐杏，是指中华人民共和国山西省大同市天镇县生产的一种杏，是中国地理标志产品。

## 生平
天镇为中壤耕种灌於栗褐土性土，质地适中。1980年，当地开始引种唐杏（白杏）。1998年，当地开始推广嫁接技术种植杏与苹果、梨，以及三倍体毛白杨、新疆杨等。2000年之后，天镇县推广“一村一品”产业，加速农业产业结构调整。2008年，由天镇县绿宝无公害杏菜专业合作社申请，天镇唐杏登记（1107号）通过中华人民共和国农业部审查，成为中国地理标志产品。2018年7月，天镇县在南河堡乡东沙河村举办首届“长寿唐杏节”。